# Serra d'Aurati
La Serra d'Aurati és una serra situada a cavall dels termes municipals de la Guingueta d'Àneu, dins de l'antic terme d'Escaló i de Vall de Cardós, als antics municipis d'Estaon i de Ribera de Cardós, tots a la comarca del Pallars Sobirà
Assoleix una elevació màxima de 2.021,6 metres, i és la continuïtat cap al nord-oest de la Serra Plana. El seu punt més elevat és el Pui de Pouet, situat a la seva zona central. Separa la vall del Barranc de les Aubargues, al sud-oest, de la del Riu d'Anàs, al nord, i del Barranc dels Comunals, a l'est.